# Université de Dublin
Ne doit pas être confondu avec University College Dublin ou Université de la ville de Dublin.
L'université de Dublin (irlandais : Ollscoil Átha Cliath) est une université située à Dublin, en Irlande. C'est l'organisme qui décerne les diplômes du Trinity College. Elle a été fondée en 1592 lorsque la reine Élisabeth Ire a émis une charte pour le Trinity College en tant que "mère de l'université", faisant ainsi de cette université la plus ancienne d'Irlande. Il a été modelé sur les universités collégiales d'Oxford et de Cambridge, mais contrairement à ces autres universités anciennes, un seul collège a été créé ; à ce titre, les désignations « Trinity College » et « Université de Dublin » sont généralement synonymes pour des raisons pratiques.
L'université de Dublin est l'une des sept universités anciennes du Royaume-Uni et d'Irlande. C'est la seule université irlandaise membre de la Ligue européenne des universités de recherche. Elle est également membre de l'Association des universités européennes, de l'Association des universités irlandaises, d'université d'Irlande et du Groupe de Coimbra.

## Histoire

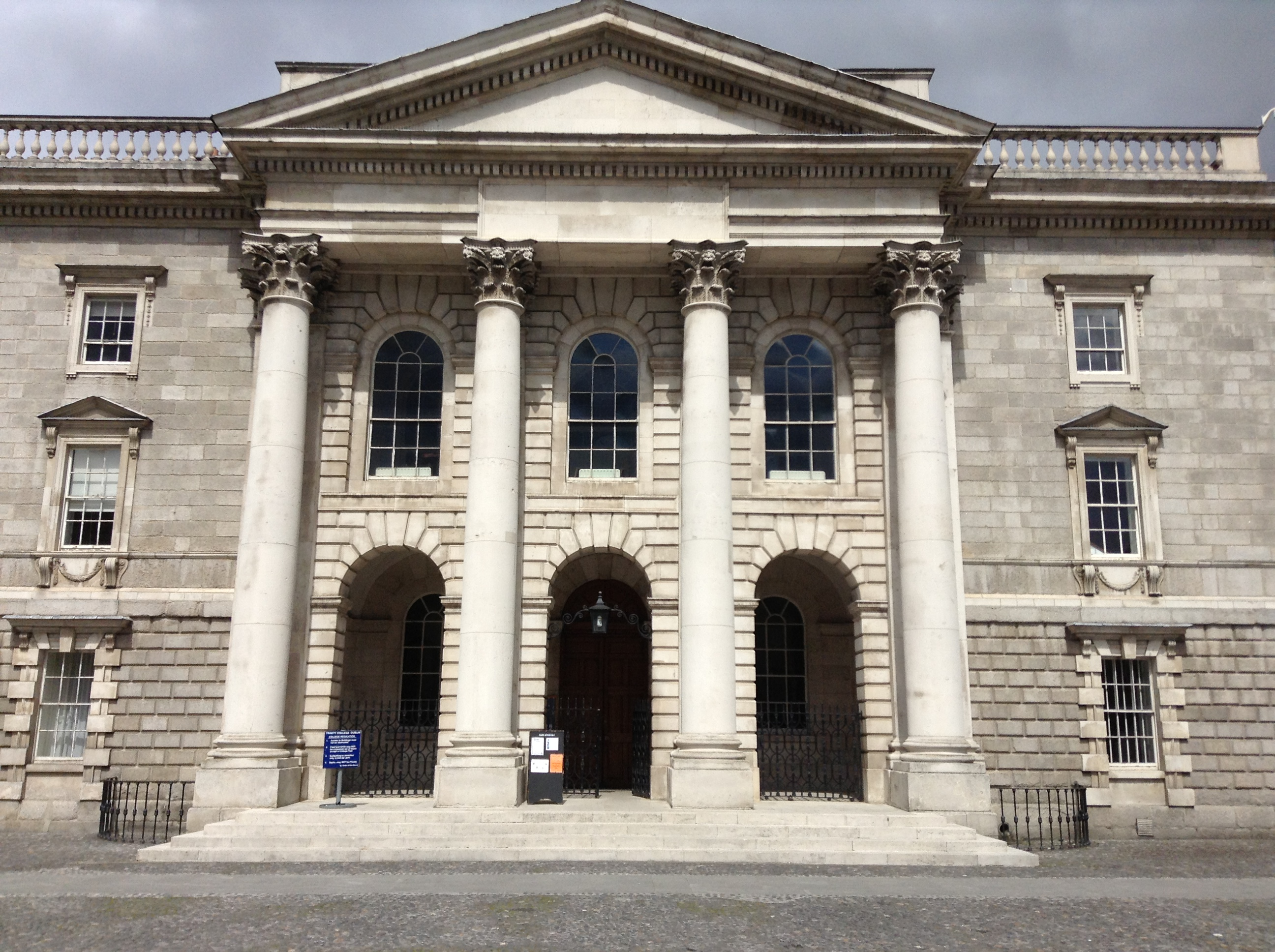
Le Public Theatre, où a lieu la cérémonie de remise des diplômes.

L'université de Dublin a été modelée sur l'université d'Oxford et l'université de Cambridge en tant qu'université collégiale, le Trinity College étant nommé par la reine comme la mater universitatis (« mère de l'université »). La charte fondatrice confère également au collège le pouvoir général de prendre des dispositions pour l'exercice des fonctions universitaires. Ainsi, par exemple, la charte, tout en désignant le premier provost du collège, les premiers fellows et les premiers boursiers, a également nommé William Cecil, 1er baron Burghley, premier chancelier de l'université. Aucun autre collège n'a jamais été créé, et Trinity reste le seul collège constitutif de l'université. Le projet d'établir un autre collège au sein de l'université a été sérieusement envisagé à au moins deux reprises, mais le financement ou la dotation nécessaires n'ont jamais été disponibles. Un exemple est le plan proposé par Brian Lenihan et Donogh O'Malley à la fin des années 1960 pour que l'University College Dublin devienne un collège constitutif de l'université de Dublin, mais il a été annulé en raison de l'opposition des étudiants du Trinity College.

La déclaration la plus récente faisant autorité en la matière figure dans la loi sur les universités de 1997. Dans la section relative à l'interprétation, elle précise que : 

« 3.-(1) Dans la présente loi, à moins que le contexte n'exige le contraire-
Trinity College désigne le College of the Holy and Undivided Trinity of Queen Elizabeth near Dublin, établi par une charte datée du 3 mars 1592, et est réputé inclure l'université de Dublin, sauf si le contexte exige le contraire, conformément aux chartes et lettres patentes relatives au Trinity College ; »

 et stipule ensuite : 

« L'université de Dublin désigne l'université établie par les chartes et les lettres patentes constituant le Trinity College et qui est également prévue par les lettres patentes du 24 juillet 1857 ; »

 La reine Victoria a délivré les lettres patentes en 1857, donnant ainsi une base juridique formelle au sénat et à d'autres autorités spécifiques à l'université. Par la suite, dans une affaire portée devant la Haute Cour en 1898, le recteur, les fellows et les boursiers de Trinity étaient les demandeurs et le chancelier, les médecins et les maîtres de l'université de Dublin étaient parmi les défendeurs, et la Cour a estimé que le Trinity College et l'université de Dublin "ne faisaient qu'un". Le juge a fait remarquer (en se référant à la création récente de l'University College Dublin) que "les conseillers de la reine Victoria savaient comment constituer une université lorsqu'ils avaient l'intention de le faire" et que les lettres patentes traitaient "non pas de la constitution de l'université de Dublin mais simplement de son sénat".
Néanmoins, les statuts de l'université et du collège accordent à l'université des droits légaux distincts de propriété, d'emprunt, d'emploi de personnel, et lui permettent également d'intenter des poursuites et d'être poursuivie comme cela s'est produit dans le cas mentionné ci-dessus. À ce jour, les autres droits n'ont pas été exercés. Les dirigeants actuels de l'université sont soit non rémunérés et purement honoraires (chancelier, vice-chancelier), soit ont des devoirs relatifs au collège également, pour lesquels ils sont rémunérés, mais par le collège (les surveillants, le registraire, le porteur de la masse).
Certaines des définitions juridiques et des différences entre l'université et le collège ont été discutées lors de la réforme de l'université et du collège dans le projet de loi sur les chartes et les lettres patentes,,,,, qui est devenu plus tard une loi, mais beaucoup des contributions du collège à ce projet n'étaient pas claires ou n'étaient pas complètes, peut-être parce qu'il s'agissait d'un conflit interne au sein du collège concernant une interférence extérieure et aussi d'une mauvaise conduite des autorités du collège dans la supervision du vote qui a conduit à une enquête des visiteurs qui ont à leur tour trouvé des problèmes avec les procédures de vote et ont ordonné un nouveau scrutin. D'autres contributions sur la relation entre le collège et l'université peuvent être trouvées dans les soumissions à l'Oireachtas sur la réforme du Seanad Éireann, la chambre haute de l'Oireachtas irlandais, puisque l'université élit les membres de cet organisme), et en particulier la soumission verbale du doyen,,,,,,.
Traditionnellement, les clubs sportifs utilisent également le nom « Université », plutôt que « Collège »,.

## Organisation
L'université est régie par le sénat de l'université, présidé par le chancelier ou son vice-chancelier. Bien que le sénat ait été formellement constitué par les lettres patentes de 1857 en tant que personne morale sous le nom, le style et le titre de The Chancellor, Doctors, and Masters of the University of Dublin, il existait depuis peu après la fondation du Trinity College par les pouvoirs d'habilitation contenus dans la charte fondatrice. Par conséquent, les lettres patentes ont eu pour effet de transformer un organisme préexistant non constitué en société, s'appuyant sur la coutume, la pratique et le précédent pour établir son autorité, en une personne morale clairement et explicitement établie par la loi. Les lettres patentes donnaient au sénat de l'université les pouvoirs suivants : 

« Elle est et reste une personne morale portant un sceau commun et a le pouvoir, sous ce sceau, d'accomplir tous les actes qu'elle peut légalement accomplir en conformité avec les lois et les statuts de l'État et avec les chartes et les statuts du Collège. »

 Les lettres patentes définissent également la composition du sénat : 

« Il est composé du Chancelier, des Pro-Chanceliers, et des médecins et maîtres de l'université qui sont membres du Sénat conformément aux règlements et conditions que le Conseil promulguera. »

 Par conséquent, le sénat ne détermine pas sa propre composition. Comme le conseil d'administration est l'autorité dirigeante du Trinity College, et qu'en outre aucune affaire ne peut être soumise au sénat sauf sur proposition du conseil d'administration, il semblerait que l'université ait un certain degré de subsidiarité par rapport au conseil du collège. Toutefois, le rôle des visiteurs y fait obstacle.
Chaque réunion du sénat est dirigée par un « caput », composé du chancelier, du provost du Trinity College et du maître non régent. L'importance pratique du caput est qu'aucune réunion du Sénat ne peut être convoquée sans lui, et chaque membre du caput a un veto individuel sur toutes les décisions du sénat. Sont également présents, en général, le registraire (qui est responsable des questions juridiques et administratives) et les proctors junior et senior (qui présentent les candidats de premier cycle et de troisième cycle lors des cérémonies d'ouverture des diplômes). Il y a également un porteur de macis, le chef steward (responsable de la sécurité du collège) ou son adjoint, qui procède au caput en procession. (Les participants se tiennent debout pendant que le cortège se dirige vers la tête de la salle). Les réunions du Sénat sont de deux sortes. Les réunions de remise de diplômes, qui, selon l'usage ancien, sont connues à l'université sous le nom de Public Commencement et sont les plus nombreuses, et les réunions d'affaires (généralement une par an), qui concernent les affaires de l'université autres que la remise de diplômes.
Au cours de chaque année universitaire, le sénat tient au moins quatre réunions officielles pour la remise des diplômes ; deux de ces réunions ont lieu pendant le premier trimestre (Michaelmas Term) et deux autres pendant le troisième trimestre (Trinity Term). Les débats de ces réunions, qui se déroulent de manière très formelle et scénarisée, se déroulent en latin. La réunion est publique et peut être suivie par des personnes qui ne sont pas membres du sénat, principalement des parents de personnes sur le point de recevoir des diplômes, bien que, seuls les membres du sénat, portant la tenue académique correcte, participent aux affaires officielles et votent effectivement, sauf que les applaudissements généraux sont encouragés lorsque cela est nécessaire. Bien que le vote ait lieu lors de ces réunions, la discussion n'a pas lieu. Le vote a lieu pour élire un senior master non régent, ou pour décider si des diplômes doivent être décernés aux candidats nommés. Comme les listes de personnes devant recevoir des diplômes sont votées en bloc, et comme les listes nécessitent l'approbation préalable du conseil, qui reçoit lui-même les noms des candidats comme convenu par les jurys d'examen, on peut voir que le vote est purement formel, car il est difficile de voir des circonstances pratiques dans lesquelles il serait légitime pour un membre du sénat d'assister à un commencement et d'enregistrer une objection. Les diplômes honorifiques, bien qu'ils soient conférés lors d'un commencement, ne font même pas l'objet d'un vote formel. Le vote sur un candidat à un grade honorifique a lieu plus tôt, lors de la réunion d'affaires précédente du sénat, donc si une objection à une proposition de remise de grade honorifique doit être faite, elle doit l'être à ce moment-là. Il s'ensuit qu'il n'y a pas de possibilité, lors des séances publiques, de s'opposer à un grade honorifique.
Lors des premières remises de diplôme (Public Commencements) de l'année universitaire, le maître non-régent est élu sur proposition du chancelier et du provost. Le sénat vote sur le nom proposé par un vote à voix haute, en latin. Le senior master non régent est élu pour un an, mais il peut être réélu. (Un maître non régent est appelé régent pendant les trois années qui suivent le moment où il a obtenu ce diplôme ; il est ensuite désigné comme non-régent, et celui qui est élu par le sénat parmi les maîtres non régents, par la loi, est, selon l'usage ancien, désigné comme "maître senior non régent"). Les proctors senior et junior et le greffier font également la déclaration qui convient à leurs fonctions respectives lors de cette réunion. Ces officiers, bien que fonctionnaires de l'université, sont nommés par le conseil d'administration du collège, un des nombreux exemples de la ligne de démarcation floue entre l'université et le collège, en raison de l'historique de l'arrangement. De la même manière, le senior master non-régent, bien qu'il puisse être n'importe quel master non-régent de l'université, est généralement le senior fellow du collège, qui n'occupe par ailleurs aucune fonction au sein du collège. En outre, le provost, bien qu'il soit principalement le directeur du collège, occupe un poste à l'université en tant que l'un des trois membres du caput. Comme cela donne au doyen un droit de veto sur toutes les affaires de l'université, cela souligne l'importance de cette fonction.
Ces cérémonies se déroulent généralement dans le théâtre public de la place du Parlement (Parliament Square) du Trinity College. Comme les affaires se déroulent en latin, le chief steward demande verbalement que les candidats soient examinés en disant « ad scrutinum », les médecins et les maîtres du sénat présents étant ensuite invités à leur tour, en tant que groupes distincts, à consentir à ce que le diplôme soit décerné au candidat. (s'ils consentent, ils disent « placet », s'ils ne consentent pas, ils disent « non-placet »).
Le Sénat tient également une réunion officielle pendant le deuxième trimestre (Hilary Term) afin de traiter des affaires du sénat autres que l'attribution de diplômes. Cette réunion se déroule en anglais. Les élections, l'approbation des amendements aux statuts de l'université, l'approbation de l'introduction de nouveaux diplômes et l'acceptation de conférer un diplôme honorifique à une personne donnée sont des exemples de ces affaires. La remise effective d'un tel diplôme, lorsqu'elle est convenue, a lieu lors d'une cérémonie publique ultérieure. Les discussions et les votes ont lieu lors de ces réunions, et les propositions peuvent être rejetées, bien que dans la pratique, elles le soient rarement. Aucune question ne peut être soumise à la réunion, sauf avec le consentement du conseil d'administration. Des réunions d'affaires supplémentaires peuvent être organisées si nécessaire. Les réunions d'affaires se tiennent à huis clos.
En vertu des statuts, le sénat de l'université élit deux membres au conseil de l'université. Le conseil de l'université fait en effet partie du collège et non de l'université. Il est présidé par le recteur, a pour secrétaire le professeur principal du collège et régit les questions académiques. Toutes les décisions du conseil de l'université nécessitent l'approbation du conseil, mais en général, toute décision du conseil qui ne nécessite pas de dépenses financières supplémentaires est approuvée, souvent sans discussion. Le sénat élit également les membres du comité de la bibliothèque qui supervise la bibliothèque du Trinity College.
Les visiteurs sont également traités dans les statuts. Ils sont composés du recteur de l'université et d'une autre personne, généralement, à l'époque moderne, un membre du pouvoir judiciaire, et dont la nomination nécessite l'approbation du sénat. Ils constituent un dernier recours si quelqu'un conteste une décision du conseil d'administration ou une procédure au sein d'un collège qui a fait l'objet d'un appel au niveau de l'école départementale, de la faculté, du conseil et de la commission et qui est toujours contestée. Les visiteurs peuvent donc renverser une décision du conseil d'administration. Étant donné que le chancelier de l'université est l'un des deux visiteurs et qu'il a l'autorité générale en cas de divergence d'opinion entre les deux visiteurs, il semblerait que le conseil d'administration de l'université ait également un certain degré de subsidiarité par rapport à l'université.

### Fonctionnaires actuels
Mary McAleese est l'actuelle chancelière de l'université, sa directrice titulaire, et il y a six vice-chanceliers qui peuvent agir à sa place dont Jocelyn Bell. Le chancelier et les vice-chanceliers sont élus par le sénat. Il s'agit d'une fonction exercée sans l'intervention du conseil d'administration, et donc d'une affaire entièrement universitaire. Cela n'a pas toujours été le cas, car la charte fondatrice de la reine Élisabeth Ire précisait que les successeurs du premier chancelier devaient être élus par les membres, puis, lorsque, plus tard, le conseil d'administration du collège a été créé, ce pouvoir d'élection lui a été transmis. Les lettres patentes de Victoria, dans le cadre de l'incorporation du sénat, ont transféré le droit d'élection au sénat. Les procédures d'élection proprement dites sont définies dans les statuts de l'université. La procédure actuelle est la suivante : lorsqu'un poste de chancelier ou de vice-chancelier devient vacant, un avis est envoyé par courrier à tous les membres du Sénat qui sont invités à présenter des candidats. En cas de concours, un vote secret des sénateurs a lieu lors d'une réunion spéciale du sénat.

### Composition du Sénat
Les personnes mentionnées ci-dessous sont des membres du sénat, à condition qu'il s'agisse dans chaque cas de médecins ou de maîtres de l'université :
1. Les médecins ou maîtres résidents de l'université, c'est-à-dire les médecins ou maîtres qui ne sont pas membres du personnel du collège ou de l'université mais qui occupent des salles dans le collège ou assistent à des conférences dans les écoles artistiques ou professionnelles.
2. Les médecins et les maîtres de l'université qui ont été titulaires d'une bourse d'études de l'université, ou sont des modérateurs qui ont reçu une grande médaille d'or, ou des modérateurs qui ont reçu une médaille d'or en 1935 ou après, ou des modérateurs qui ont reçu deux modérateurs d'une classe supérieure à la classe III, et qui ont demandé au greffier du Sénat de devenir membre du sénat, sans paiement de droits.
3. Anciens fellows du collège.
4. Représentants et anciens représentants de l'université au Seanad Éireann.
5. Les membres du personnel du collège ou de l'université, pendant la durée de leur mandat.
6. Les médecins ou les maîtres de l'université qui ont demandé à devenir membres du sénat auprès du greffier du sénat et qui ont payé une cotisation de (5 £ en 1966 - 65 € en 2012)

Bien que ces règles rendent tout titulaire d'une maîtrise ou d'un doctorat éligible pour être membre du Sénat de l'université, elles facilitent en pratique une adhésion composée en grande partie de membres du personnel du collège. Par conséquent, si le sénat de Dublin ressemble formellement, ou ressemble potentiellement dans sa composition au sénat de Cambridge, il a en pratique une composition similaire à la Regent House de Cambridge.

## Diplômes

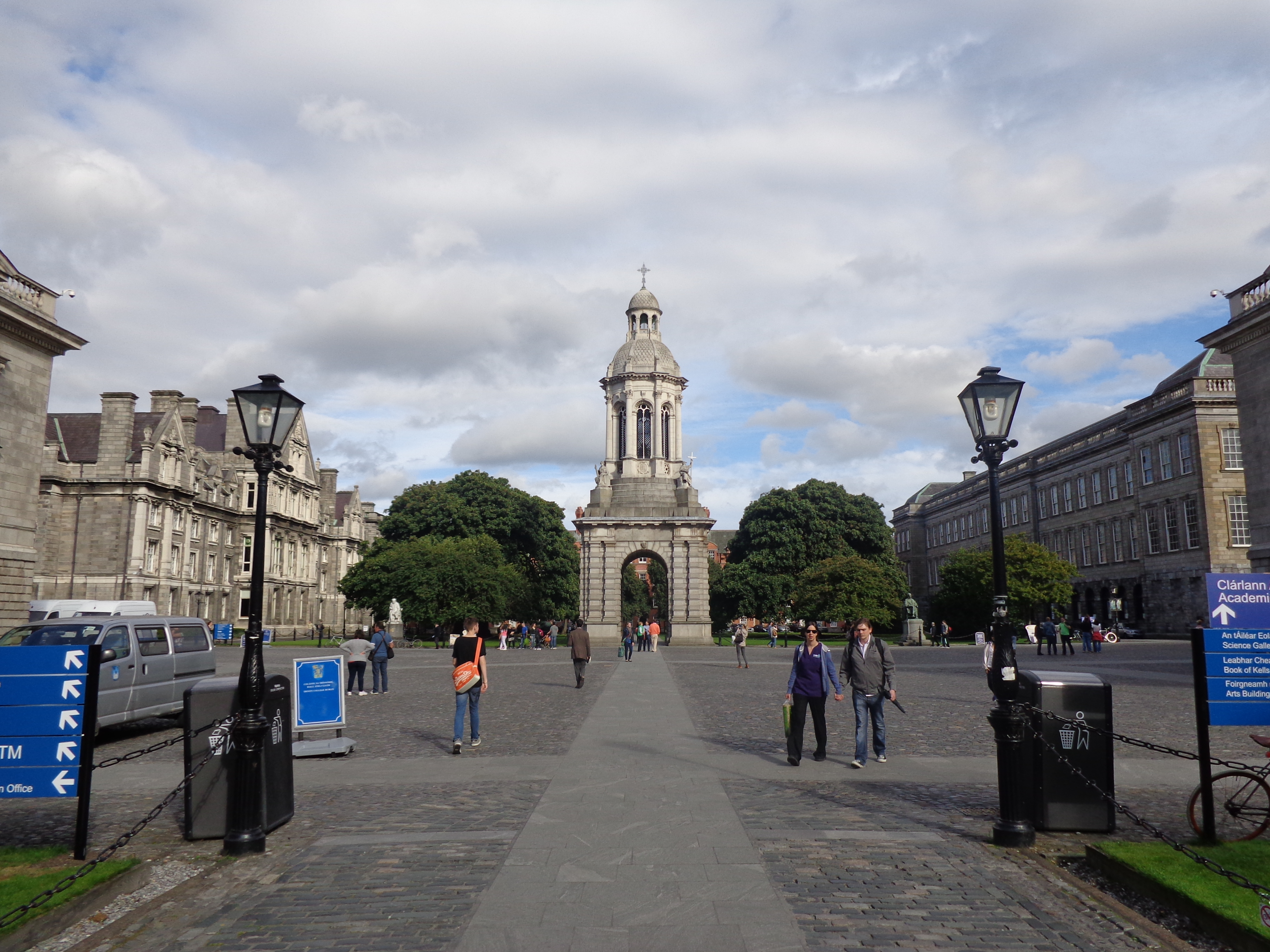
Le Parliament Sqaure et le Campnile du Trinity College.

Les titulaires de diplômes libéraux, c'est-à-dire non professionnels comme les sciences humaines ou les sciences, reçoivent un Honours Bachelor of Arts de l'université de Dublin après quatre ans d'études au Trinity College, mais peuvent obtenir une licence ordinaire après trois ans d'études. Les bachelors d'au moins trois ans peuvent passer au diplôme de Master of Arts (MA). Les diplômés dans des matières professionnelles telles que la médecine ou l'ingénierie reçoivent des diplômes professionnels, qui étaient auparavant des diplômes de troisième cycle, par conséquent ils obtiennent d'abord une licence ordinaire, puis le diplôme professionnel correspondant (dans le cas de la médecine, des diplômes). En général, ils reçoivent tous leurs diplômes au même moment, mais ils peuvent techniquement prétendre à la licence ordinaire après trois ans d'études en médecine ou en ingénierie, selon le cas.
Outre les diplômes de maîtrise délivrés sur la base du niveau, l'université peut également délivrer un diplôme de maîtrise ad eundem aux titulaires d'une maîtrise d'Oxford et de Cambridge. Il s'agit d'un arrangement réciproque, les titulaires d'un MA de l'université de Dublin étant autorisés à demander à leur tour un MA d'Oxford ou de Cambridge respectivement. Il s'agit d'une déclaration formelle de reconnaissance du diplôme de l'autre université, qui trouve son origine dans un système médiéval d'accréditation ou de reconnaissance des diplômes. Actuellement, les trois universités sont convenues que ce diplôme ne sera conféré que dans des cas particuliers, généralement lorsque le candidat est un membre du personnel éloigné de son alma mater et qu'il doit être titulaire d'un master pour participer pleinement à la gouvernance de l'université.
Les membres du personnel du Trinity College dont les diplômes ne proviennent pas de l'université de Dublin, et qui ne remplissent pas les conditions pour obtenir un MA ad eundem, peuvent obtenir le diplôme MA Jure Officii. Il existe des règles détaillées à cet effet, consistant en des statuts proposés par le conseil d'administration et approuvés par le sénat lors d'une réunion d'affaires, le droit au MA étant basé sur les années de service. Par conséquent, tout le personnel du collège, après avoir accompli une période de qualification, peut s'attendre à recevoir le diplôme et ainsi pouvoir bénéficier de l'adhésion au sénat. (La signification pratique de cette mesure est que la tendance de la grande majorité des participants aux réunions d'affaires du sénat à être membres du personnel du collège est renforcée).
À un moment où les femmes étaient autorisées à étudier à Oxford et à Cambridge, à se faire examiner et à faire publier les résultats, mais sans recevoir de diplôme de leur université, elles ont pu obtenir le diplôme correspondant de l'université de Dublin en utilisant la disposition ad eundem gradum. Comme elles devaient se rendre à Dublin dans ce but, mais n'avaient aucun autre contact avec l'université, elles étaient connues sous le nom de Steamboat Ladies. À partir de 1975, les diplômes de l'université de Dublin ont été délivrés aux diplômés des collèges de l'Institut de technologie de Dublin (DIT, aujourd'hui l'université technologique de Dublin) ; cette pratique s'est poursuivie jusqu'en 1998, lorsque le DIT a obtenu la possibilité de délivrer des diplômes à part entière. Ces deux cas sont des exemples de diplômes délivrés par l'université de Dublin à des personnes qui ont entrepris des études et passé des examens dans des établissements autres que le Trinity College, et sans avoir été, en aucune façon, des étudiants du Trinity College.

### Admissions

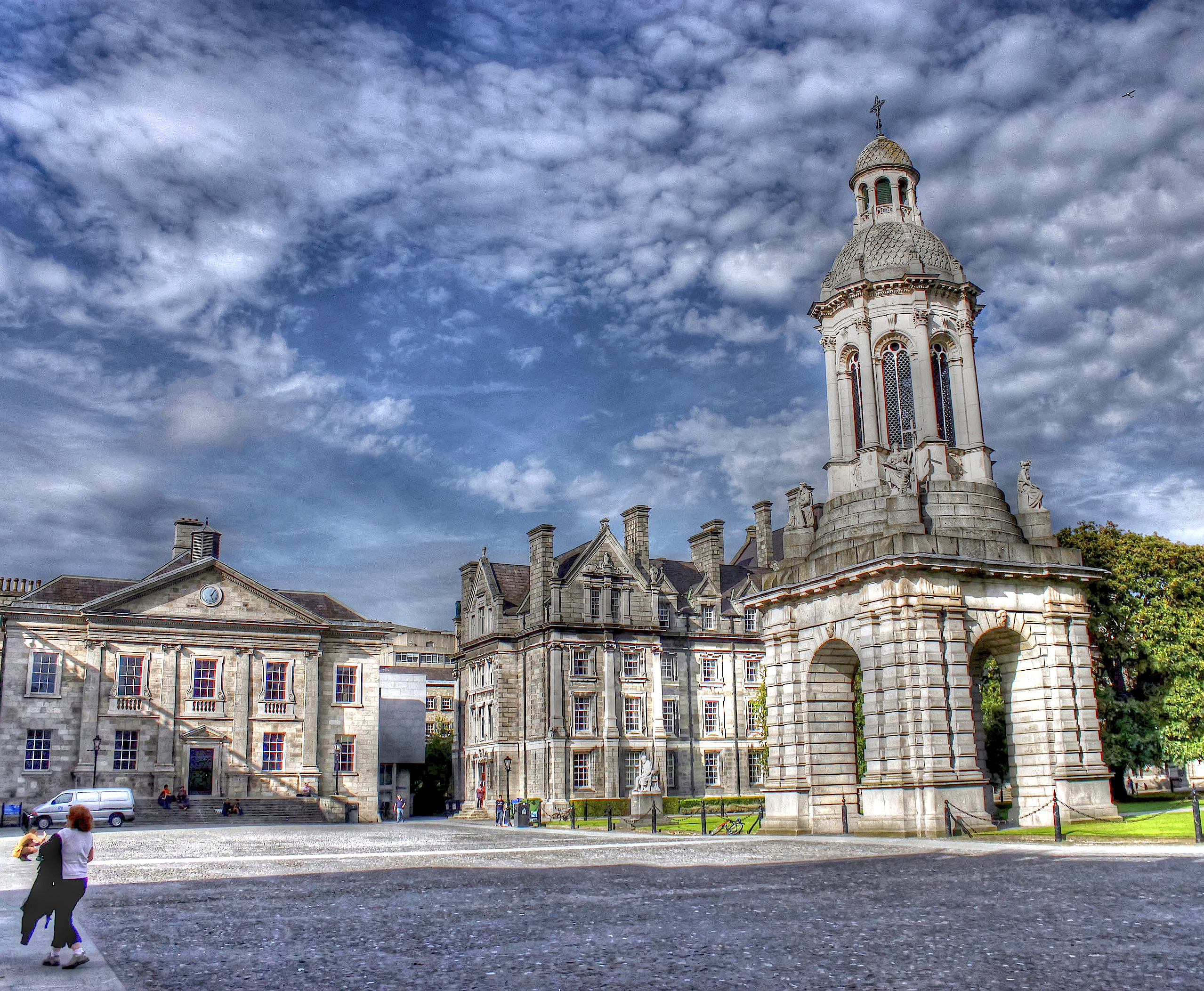
Le Campanile du Trinity College.

Le Central Application Office (CAO, Bureau central de demande) traite les demandes des candidats irlandais, britanniques et de l'Union européenne pour les cours de premier cycle au nom du Trinity College. Les décisions relatives aux admissions aux cours de premier cycle sont prises par le Trinity College qui charge le CAO de faire des offres aux candidats retenus. L'admission à l'université est compétitive et basée exclusivement sur le mérite académique. Pour que leur candidature soit prise en considération, tous les candidats doivent d'abord satisfaire aux exigences minimales de l'université en matière d'inscription, ce qui implique généralement la possession de qualifications suffisantes reconnues en anglais, en mathématiques et dans une deuxième langue.
En outre, les candidats à certains cursus peuvent être tenus d'obtenir des qualifications plus spécifiques que celles prescrites pour les exigences minimales d'inscription. Par exemple, les facultés de sciences exigent généralement une note spécifique ou supérieure dans une ou plusieurs matières scientifiques. Le Leaving Certificate, l'examen national irlandais de fin d'études secondaires, comporte des examens de niveau supérieur et ordinaire et peut exiger un niveau spécifique pour l'entrée. Le candidat a également besoin d'obtenir une note globale sur 625 requise pour le cursus spécifique. Par exemple, en 2019, la faculté de droit demande aux candidats d'une note globale minimale de 532, tandis que le département de physique théorique de la faculté de physique exige une note globale minimale de 554 et une note minimale de 70 % en mathématiques (niveau supérieur) et en physique (niveau supérieur). La note globale est généralement sur 625, mais certains cursus, comme la faculté de médecine, exigent un examen séparé, et la note minimale requise peut dépasser 625.
Les candidats peuvent se présenter aux résultats de l'examen, mais ils peuvent aussi se présenter à un autre examen d'entrée à l'université en avril. Lors de l'examen d'entrée, chaque matière est considérée comme équivalente au certificat de fin d'études. Certains départements ont des examens supplémentaires, tels que le Health Professions Admission Test(HPAT) en médecine et les examens d'entrée en musique et en théâtre. Les résultats positifs/négatifs sont annoncés par le CAO à la mi-août de chaque année. Les demandes peuvent être faites non seulement pour le Leaving Certificate d'Irlande, mais aussi pour les examens de l'Union européenne et de l'Association européenne de libre-échange tels que le Baccalauréat français, l'A-level ou encore le Baccalauréat international.
En 2016, il y avait 3 220 nouveaux entrants sur 18 469 candidats au CAO,.
Différentes procédures de demande s'appliquent aux candidats qui ne sont pas citoyens ou résidents de l'Union européenne. Les candidats handicapés ou âgés de 23 ans ou plus peuvent être admis par le biais du programme Trinity Access, qui est distinct du CAO.
Les étudiants originaires de pays non européens, tels que les États-Unis, peuvent être admis directement s'ils ont passé le baccalauréat international ou les examens de l'UE ou l'AELE et remplissent les conditions minimales d'admission. L'admission n'est pas garantie et les places seront occupées par ordre de mérite par les candidats ayant obtenu le meilleur résultat.
Pour ceux qui n'ont pas passé les examens ci-dessus, il existe le Foundation Program d'un an. Cela comprend des essais, des discussions, des séances de questions et réponses et des attitudes d'étude qui préparent les étudiants à l'admission au Trinity College. Les étudiants doivent prouver qu'ils maîtrisent l'anglais pour être admis au Foundation Program et doivent avoir obtenu un score minimum à l'IELTS, au TOEFL ou au Duolingo English Test (DET). Les exigences varient également en fonction du cursus. En plus de la maîtrise de l'anglais, les étudiants doivent satisfaire le résultat du lycée.
L'admission aux études supérieures à l'université est gérée directement par le Trinity College.

## Représentation parlementaire
L'université est représentée depuis 1613, date à laquelle Jacques Ier lui a accordé le droit d'élire deux députés à la chambre des communes irlandaise. Lorsque les royaumes d'Irlande et de Grande-Bretagne ont été réunis par l'Acte d'Union, entré en vigueur en 1801, l'université a envoyé un député à la chambre des communes britannique à Westminster jusqu'en 1832, date à laquelle elle en a reçu un autre,. Elle continue à en élire deux jusqu'à la création de l'État libre d'Irlande en 1922. La loi sur le gouvernement de l'Irlande de 1920 prévoyait une chambre des communes d'Irlande du Sud, pour laquelle l'université devait élire quatre députés. Comme à Westminster, où les représentants de l'université étaient des députés et non des Lords, les sièges de l'université de Dublin étaient au Dáil et non au Seanad. Ce sont les seuls députés à assister à l'ouverture de la Chambre en 1921, puisque les candidats du Sinn Féin dans les vingt-six comtés sont revenus sans opposition et ont remporté les 128 autres sièges sur 132. Le Sinn Féin a reconnu son propre parlement, déterminé par le peuple irlandais, comme distinct de toute continuation du pouvoir législatif britannique en vertu de la loi sur le gouvernement britannique de l'Irlande. De 1923 à 1936, l'université a élu trois Teachtaí Dála (députés) pour siéger au Dáil Éireann. Depuis la nouvelle Constitution irlandaise de 1937, l'université a élu trois sénateurs au Seanad Éireann.